# 斐伊村
斐伊村（ひいむら）は、島根県大原郡にあった村。現在の雲南市木次町里方、木次町山方にあたる。

## 地理
- 河川：斐伊川[1]

## 歴史
- 1889年（明治22年）4月1日、町村制の施行により、大原郡木次村が発足[2]。
- 1891年（明治24年）4月1日、大原郡木次村の大字里方、山方が分立し、村制施行して斐伊村が発足[1][3]。同日、木次村が町制施行し木次町となる[2]。
- 1933年（昭和8年）経済更生指定村となる[1]。
- 1951年（昭和26年）4月1日、大原郡木次町と合併し木次町が存続して廃止された[1][3]。

### 地名の由来
古代からの斐伊郷による。

## 産業
- 農業[1]

## 教育
- 1892年（明治25年）里方字赤羽根に斐伊簡易小学校（現雲南市立斐伊小学校）開校[1]。